# Radeberg
Radeberg település Németországban, azon belül Szászország tartományban. Lakosainak száma 18 824 fő (2023. december 31.). Radeberg Wachau és Arnsdorf községekkel határos.

## Népesség
A település népességének változása:
| Lakosok száma | 18 491 | 18 451 | 18 463 | 18 675 | 18 980 | 18 824 |
|               | 2016   | 2017   | 2019   | 2021   | 2022   | 2023   |

## Híres emberek
- Itt született Anselm Rumpelt (1853–1916) német költő, jogász.